# Mölnbacka
Mölnbacka is een plaats in de gemeente Forshaga in het landschap Värmland en de provincie Värmlands län in Zweden. De plaats heeft 99 inwoners (2005) en een oppervlakte van 27 hectare.